# Borgå museum

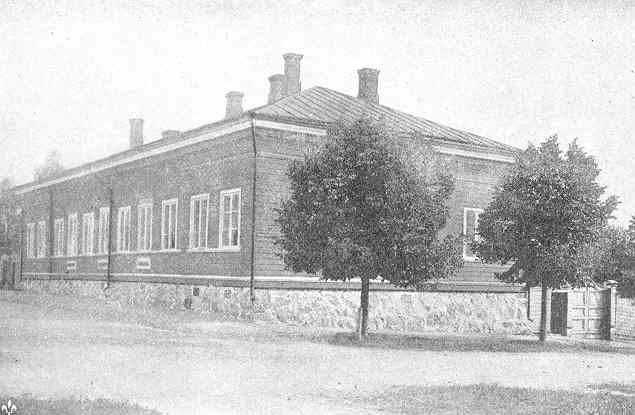
Johan Ludvig Runebergs hem.

Borgå museum (finska: Porvoon museo) är ett finländskt stads- och landskapsmuseum  i Borgå.
Borgå museum etablerades av den 1896 bildade Borgå museiförening. Det inrymdes i det av Borgå stad överlämnande Gamla rådhuset. Det har idag utställningslokaler dels i rådhuset, dels i grannbyggnaden Holmska köpmansgården. Museet förvaltar också författarmuseet Johan Ludvig Runebergs hem, som presenterar nationalskalden Johan Ludvig Runeberg och hans familj.
Borgå museum är också sedan 1982 landskapsmuseum för Östra Nyland med ett ansvarsområde som omfattar Askola kommun, Borgnäs kommun, Lappträsk kommun, Lovisa stad, Mörskom kommun, Buckila kommun och Sibbo kommun.

## Gamla rådhuset
Gamla rådhuset uppfördes 1762–64 och inrymde till 1896 stadens förvaltning, magistrat, råd och ordningsväsende. Under Borgå lantdag 1809 samlades adeln och borgarståndet i de två salarna på andra våningen.
I Gamla rådhuset finns målningar av Albert Edelfelt och Johan Knutson, skulpturer av Ville Vallgren, möbler, keramik, glas och smycken. Bland annat finns en samling möbler av Louis Sparre och keramik av Alfred William Finch från Fabriken Iris, som drevs i Borgå 1897–1902.
I översta våningen finns en permanent utställning om stadsbornas liv och i källarvåningen en permanentutställning om traktens tidiga historia fram till 1700-talet.

## Holmska köpmansgården
Holmska köpmansgården är en miljö från slutet av 1700-talet. På gården på fastigheten, som sträcker sig till Bergsgatan, står två mindre bostadshus och ekonomibyggnader. På gården finns idag också en gammaldags trädgård med perenner, kryddväxter och medicinalväxter. 